# Герб Реутова
Герб Реутова — официальный символ городского округа Реутов Московской области, наряду с флагом. Современный герб Реутова утверждён Решением Реутовской городской Думы от 29.03.2000 № 293/40 и внесён в Государственный геральдический регистр Российской Федерации под номером 637.

## Описание
Официальное описание герба:
В лазоревом поле золотой колокол, с сидящим на нём серебряным голубем
Герб может существовать в двух равноправных версиях: полной — с вольной частью; упрощённой — без вольной части.
В 2010 году Геральдический совет при президенте РФ одобрил специальную разновидность корон для гербов наукоградов — на каждом зубце такой короны вырез в виде раскрытой книги. Так как Реутов имеет статус наукограда, то возможно использование герба именно с такой короной.

## Символика
В гербе города Реутов языком геральдических символов гармонично отражены история становления города, его название. Первые письменные упоминания о городе относятся к XVI веку. В так называемой Писцовой Книге рассказывается о «пустоши» Реутово. Название «Реутово» просуществовало до 1940 года, когда рабочему поселку был присвоен статус города. По словарю В.И. Даля «„реут“ — одно из названий, даваемых колоколам в ХVl веке». Этот вид колокола отличался мощным глухим звуком. Наиболее вероятная и принятая официально городом является версия, что когда-то здесь проходила сигнальная линия, входящая в систему обороны Москвы. Эта линия состояла из сторожевых вышек с колоколами (реутами), передающими сигнал о приближении врага к Москве. Именно в Реутове стояла сторожевая вышка с колоколом. За основу взят герб города Реутов, утверждённый Решением Реутовского городского Совета народных депутатов 24 ноября 1992 года № 9 с учётом современных геральдических требований. Колокол — символ пробуждения и оповещения, символ единения людей. Большие колокола часто имели изображения орнаментов, икон, текстов или другие рисунки. Голубь — символ мира, божественной чистоты, красоты и святости.
Лазоревый (синий, голубой) цвет — символ чести, красоты и добродетели.
Золото — символ солнечного света, богатства, великодушия.
Серебро в геральдике — символ простоты, совершенства, мудрости,благородства, мира, взаимосотрудничества.
Авторская группа: идея герба — Николай Ковалёв (Реутов), Владимир Тонкоглас (Реутов); геральдическая доработка — Константин Мочёнов (Химки); компьютерный дизайн — Владимир Ровбуть (Реутов), Владимир Чернега (Реутов), Ольга Салова (Москва), Марина Малькова (Реутов); обоснование символики — Евгений Сергеев (Москва), Антонина Чуканова (Реутов).

## История
15 декабря 1992 года решением №130 Малого совета Реутовского городского Совета народных депутатов утверждён первый герб города: «Щит рассечённый по аналогии с гербами конца XVIII в. В верхнем червлёном поле герб московский. В нижнем лазуревом поле золотой колокол с сидящим на нем серебряным голубем». Авторами герба выступила группа художников под руководством В. М. Чернеги и В. И. Ровбутя.
29 марта 2000 года был принят современный герб города, который описывался следующим образом: «В лазоревом (синем, голубом) поле золотой колокол, с сидящим на нем серебряным голубем. В вольной части — герб Московской области». В доработке герба Реутова принял участие Союз геральдистов России, в его версии на колоколе появился контур храма, но в официальном описании герба этого элемента нет. При официальном использовании герба изображение храма также не практикуется.
Решением Совета депутатов города Реутов от 6 сентября 2017 года № 63/2017-НА внесены изменения в Положение о гербе городского округа Реутов 2000 года — положение изложено в современной редакции.